# ズグラッフィート

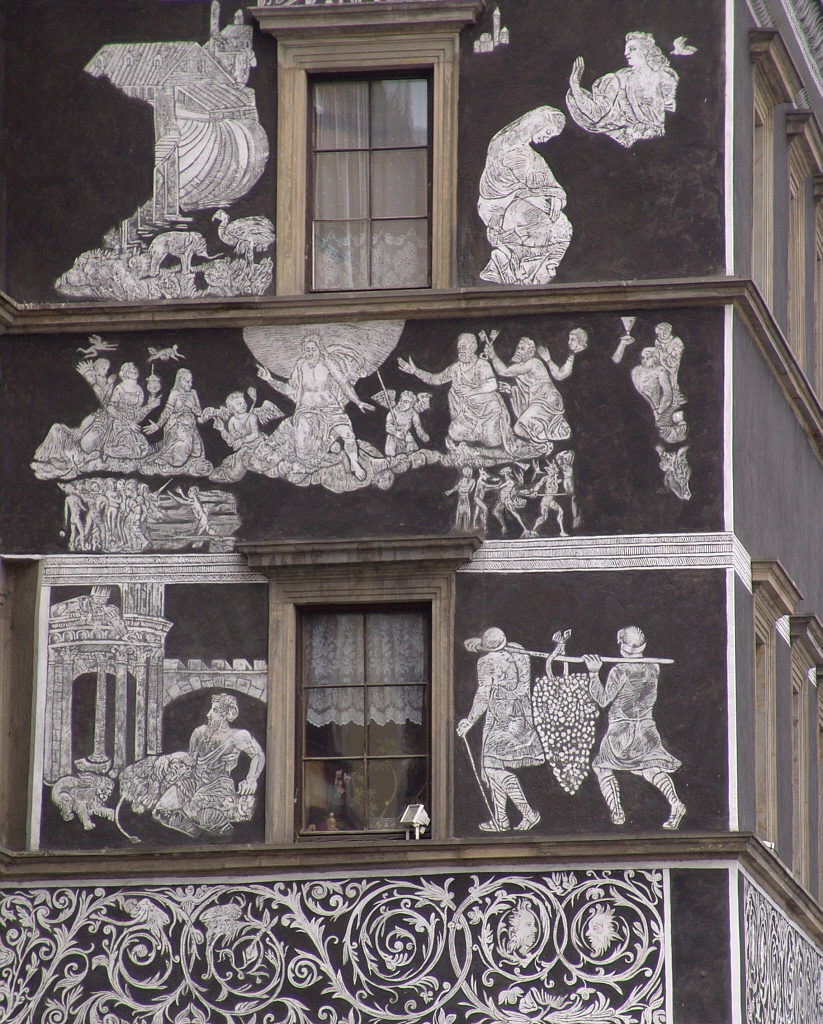
チェコのリトムニェジチェにある黒鷲館のズグラッフィート（1560年代）

ズグラッフィート（ズグラフィト、スグラッフィート、スグラフィト、スグラフィット、Sgraffito。またはスクラフィト Scraffito、複数形：Scraffiti）とは、
1. 2層の対照的な色からなる漆喰の、表面の湿った層を掻き落として線画を描く壁の装飾技法。
2. 2層の対照的なスリップ（泥漿）からなる、窯で焼いていない陶磁器の素地に用いられる陶芸技法。

どちらの場合にも、櫛のような道具で表面を梳いて縞や波を描く。

## 歴史
ズグラッフィートは、16世紀、ルネサンス期のイタリアで広く流行した。ドイツにも移入され流行が起こった。 バイエルンで最も顕著で、その地方特有のモチーフが見られる。ズグラッフィートは家のファサードを作る時、広告の目的で使われるのが一般的だった。
しかし、ズグラッフィートの素朴なものは13世紀のドイツに既にあって、ヴェッテラウ（Wetterau）やマールブルクの広い地域にその例を見つけることができる。他にもテューリンゲン、エンガディン（Engadin）、オーストリア、トランシルヴァニアで使われていた。
さらに、アフリカ美術にもフグラッフィート技法が見られるし、今は使われていないが、フィリピンの「Kut-kut」という技法がズグラッフィートとエンカウスティークを用いていて、サマール島の原住民が1600年から1800年頃に使っていた。

## 技法

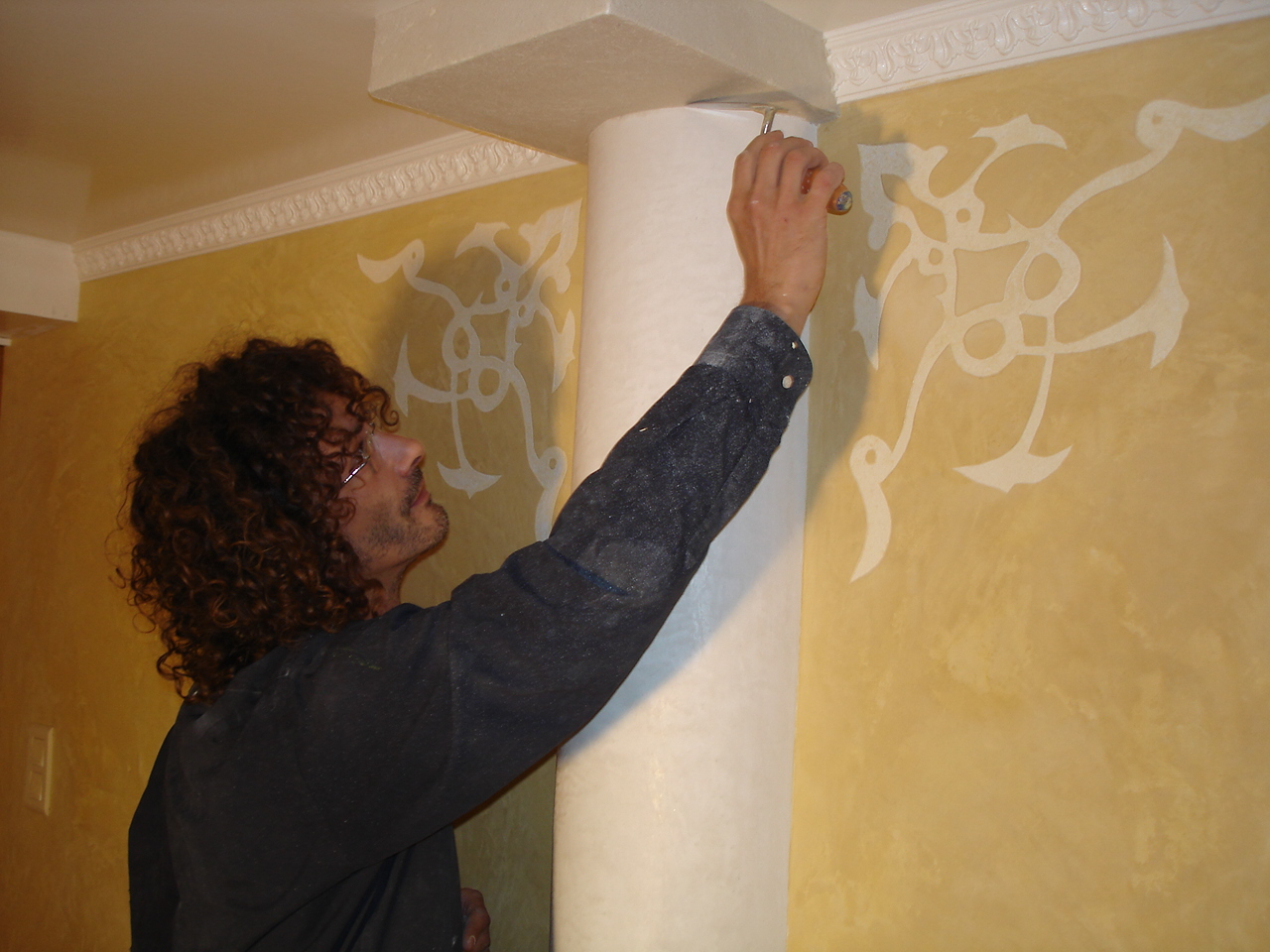
化粧漆喰にズグラッフィートを施しているところ（Stéphane Baron、フランス）

装飾と組み合わせることによって、ズグラッフィートは壁画に代わるものになった。近年、この古い技法への注目が増し、表現の手段として、さまざまな芸術形式に導入されるようになった。手順は簡単で、フレスコ画と同じである。
カタルーニャでは、ズグラッフィートは20世紀初頭にノウセンティズム（Noucentisme）の新古典主義建築家たちに使われ、ファサード装飾の回帰技法となった。
ズグラッフィートは、簡略化されて、絵画技法としても使われている。カンバスもしくは紙の上に最初の色を塗り、それを乾かし、その上に別の色を塗る。それからパレットナイフやオイルスティックで、上の層の色を掻き落とすことで、下の層の色の絵が浮き出る。下の層に色を塗ることが不要な時もあり、この場合、塗った色を湿っているうちに書き落として、下地のカンバスを露わにする。この技法は美学生にズグラッフィート技法を教える目的で授業で使われることが多い。